# Badminton 1952
Höhepunkte des Badmintonjahres 1952 war der Thomas Cup mit dem Sieger Malaya sowie die All England, die Denmark Open, die Irish Open, die Scottish Open und die French Open. In Indonesien und Nepal wurden erstmals nationale Titelkämpfe ausgetragen.
==Internationale Veranstaltungen ==
| Veranstaltung | Herreneinzel   | Dameneinzel           | Herrendoppel                 | Damendoppel                     | Mixed                      |
| ------------- | -------------- | --------------------- | ---------------------------- | ------------------------------- | -------------------------- |
| All England   | Wong Peng Soon | Tonny Ahm             | David Choong Eddy Choong     | Tonny Ahm Aase Schiøtt Jacobsen | Poul Holm Tonny Ahm        |
| Denmark Open  | Jørn Skaarup   | Aase Schiøtt Jacobsen | Ong Poh Lim Ismail Marjan    | Tonny Ahm Kirsten Thorndahl     | David Choong Tonny Ahm     |
| French Open   | Eddy Choong    | Audrey Stone          | David Choong Eddy Choong     | Mavis Henderson Audrey Stone    | Eddy Choong Queenie Webber |
| Malaysia Open | Wong Peng Soon | Cecilia Samuel        | Eddy L. Choong Law Teik Hock | Amy Choong Cheah Kooi San       | Ong Poh Lim Cecilia Samuel |